# Spin Boldak
Pour les articles homonymes, voir Spin Boldak (homonymie).
Spin Boldak ou Spin Buldak (سپین بولدک) est une ville de la province de Kandahâr en Afghanistan située près de la frontière du Pakistan. Il s'agit du deuxième plus important point de passage entre l'Afghanistan et le Pakistan. C'est le chef-lieu du district de Spin Boldak.

## Histoire
À partir de l'été 2003, 200 à 250 hommes du Commandement des opérations spéciales, les forces spéciales françaises, sont basées à Spin Boldak, avec un rôle de renseignement et d'observation.
Le 18 février 2008, un attentat suicide fait 35 morts.
Le 23 mars 2009, huit policiers afghans sont tués et un autre blessés lors d'une embuscade tendue par des talibans.
Le 14 juillet 2021, les taliban affirment avoir pris le contrôle du poste frontière, coupant ainsi la route de Kandahar. Le ministère de l'intérieur afghan affirme de son côté avoir repoussé l'offensive des taliban. Le photojournaliste indien Danish Siddiqui est tué le 16 juillet dans les combats.

## Note et référence
1. ↑  Jean-Dominique Merchet, « Afghanistan : des commandos français bien camouflés », sur liberation.fr, 13 avril 2004.
2. ↑  « Nouveau carnage dû à des terroristes », La Libre,‎ 19 février 2008 (lire en ligne, consulté le 29 décembre 2017).
3. ↑  Le Point, magazine, « Afghanistan: huit policiers tués dans une embuscade des talibans », sur Le Point.fr (consulté le 29 décembre 2017).
4. ↑  AFP, « Afghanistan : les talibans disent s’être emparés d’un poste-frontière clé avec le Pakistan », sur sudouest.fr, 14 juillet 2021.

## Annexe